# José Romão
José Pratas Romão (Beja, 13 aprile 1954) è un ex calciatore e allenatore di calcio portoghese.

## Palmarès

### Allenatore

#### Competizioni nazionali
- Sheikh Jassem Cup: 1

Al-Arabi: 2008
- Campionato marocchino: 1

Raja Casablanca: 2009
- Kuwait Crown Prince Cup: 3

Al Kuwait: 2010, 2011
Al-Arabi Kuwait: 2012
- Kuwait Federation Cup: 1

Al Kuwait: 2011
- Kuwait Super Cup: 2

Al Kuwait: 2010
Al-Arabi Kuwait: 2012

#### Competizioni regionali
- Taça de Honra: 1

Belenenses: 1993-1994